# 브룩 하먼

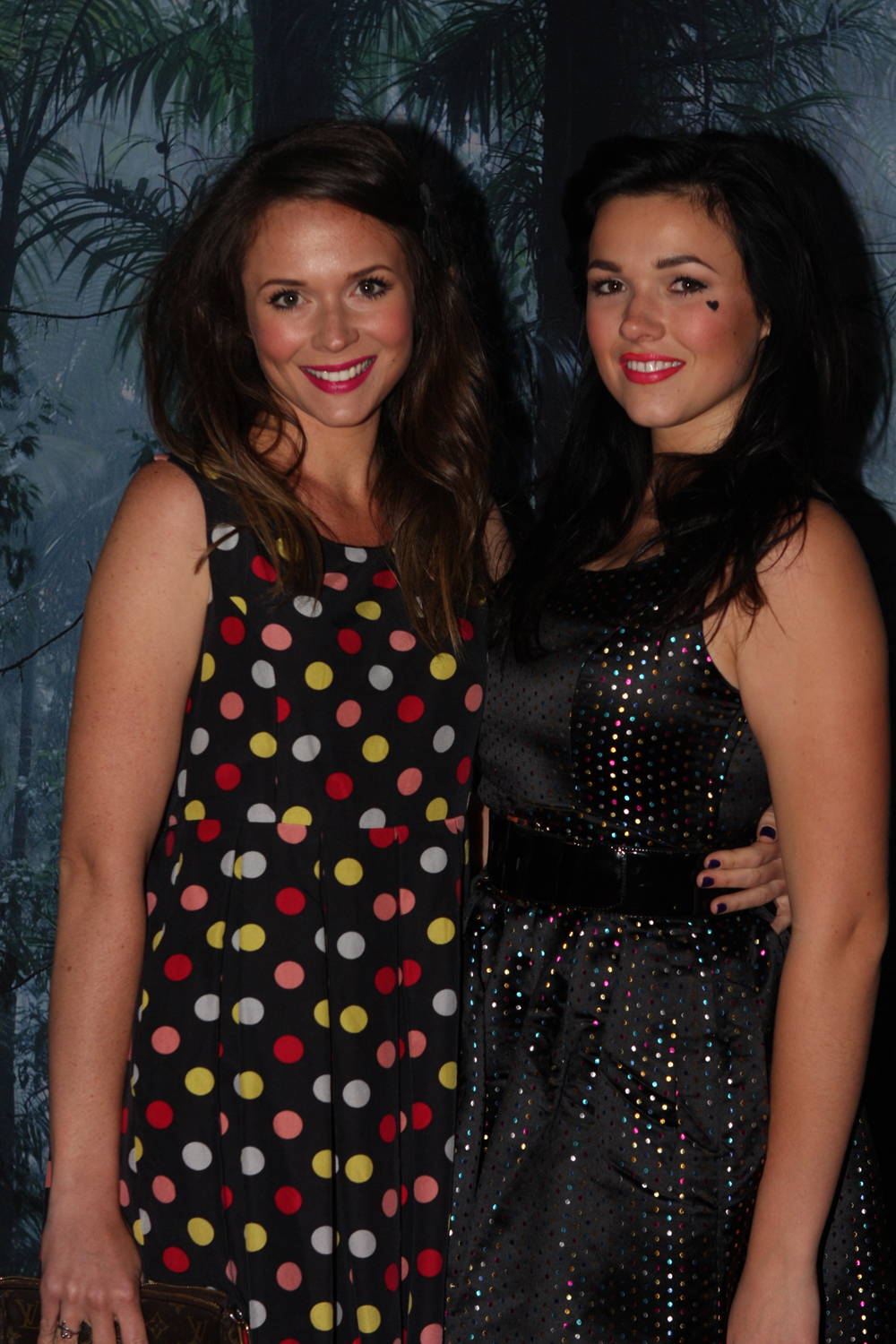

브룩 하먼(Brooke Harman, 1985년 8월 18일 ~ )은 미국의 배우이다.
오렌지군에서 태어났다.

## 출연 작품

### 영화
- Crush (2009) - 클레어 역
- Cockroach (2010) - 단편

### 텔레비전
- 홈 앤 어웨이 (1999) - 호프 역
- 보물섬 (2003, Pirate Islands)
- 스파르타쿠스: 피와 모래 (2010)